# Ubuntu-Title
Ubuntu-Title是一套由Andy Fitzsimon所創，為Ubuntu及其衍生版本所使用的OpenType字型。它以GNU宽通用公共许可证進行散佈。在Ubuntu 10.04版本之前，此字型被使用在Ubuntu及其相關專案的品牌識別上。它已經被其變體Ubuntu字型家族所取代。

## 外部連結
- Andy Fitzsimon版本字體的首頁（不包含大寫字母） （页面存档备份，存于）
- Christian Robertson版本的字體（包含大寫字母） （页面存档备份，存于）